# Serie B 2018-2019 (pallavolo)
La Serie B 2018-2019 si è svolta dal 13 ottobre 2018 al 2 giugno 2019: al torneo hanno partecipato centonove squadre di club italiane.

## Regolamento

### Formula
Le squadre, divise in otto gironi, hanno disputato un girone all'italiana, con gare di andata e ritorno, per un totale di ventisei giornate; al termine della regular seson:
- La prima classificata di ogni girone ha acceduto al primo turno dei play-off promozione strutturati in una finale, giocata al meglio di due vittorie su tre gare: le quattro vincitrici sono promosse in Serie A3.
- La seconda classificata di ogni girone e le quattro sconfitte al primo turno dei play-off promozione hanno acceduto al secondo turno dei play-off promozione, strutturati in semifinali (a cui hanno partecipato la seconda classificata di ogni girone) e finale (a cui sono già qualificate le quattro sconfitte al primo turno dei play-off promozione), entrambe giocate al meglio di due vittorie su tre gare: le quattro vincitrici sono promosse in Serie A3.
- Le ultime tre classificate del girone A, B, C, F e G e le ultime due classificate del girone D, E e H, sono retrocesse in Serie C.

### Criteri di classifica
Se il risultato finale è stato di 3-0 o 3-1 sono stati assegnati 3 punti alla squadra vincente e 0 a quella sconfitta, se il risultato finale è stato di 3-2 sono stati assegnati 2 punti alla squadra vincente e 1 a quella sconfitta.
L'ordine del posizionamento in classifica è stato definito in base a:
- Punti;
- Numero di partite vinte;
- Ratio dei set vinti/persi;
- Ratio dei punti realizzati/subiti.

## Squadre partecipanti

### Girone A
- Alba
- Audax Parma
- Busseto
- Caronno Pertusella
- CUS Genova
- Garlasco
- Novi
- Parella
- PAVIC
- Pro Patria
- Sant'Anna
- Saronno
- Savigliano
- Valli di Lanzo

### Girone B
- AVS
- BluVolley Verona II
- Canottieri Ongina
- Concorezzo
- Diavoli Rosa
- Grassobbio
- Milano II
- Milano Vittorio Veneto
- PCG Bresso
- Powervolley Milano II
- Scanzorosciate
- Top Team Mantova
- Trentino II
- Valtrompia

### Girone C
- Aduna Padova
- Castellana
- Eagles
- Massanzago
- Monselice
- Motta
- Olimpia Zanè
- Padova II
- Porto Viro
- Portogruaro
- Silvolley
- Team Club
- Treviso
- Udine

### Girone D
- 4 Torri Ferrara
- Anderlini
- Arno
- Calci
- Forlì
- Fucecchio
- Modena II
- Morciano
- Scandicci
- San Martino
- Stadium Mirandola
- Team Volley
- Villa d'Oro

### Girone E
- Ankon
- Bari
- Errico Fenice
- InterVolley Foligno
- Libertas Osimo
- Lucera
- Manzoni
- Monteluce
- Nova Loreto
- Pineto
- San Giustino
- Sir Safety Perugia II
- Virtus Fano

### Girone F
- Anguillara
- Civita Castellana
- CUS Cagliari
- Fenice Roma
- Isola Sacra
- Lazio
- Olbia
- Olimpia Sant'Antioco
- Orte
- Roma 7
- Sabaudia
- Sarroch
- SG Roma
- Virtus Roma

### Girone G
- Atripalda
- Casarano
- Cimitile
- Folgore Massa
- Frascolla Taranto
- Fulgor Tricase
- GIS Ottaviano
- Ischia
- Marcianise
- Marigliano
- Olimpia Galatina
- Rione Terra
- Normanna Aversa
- Virtus Potenza

### Girone H
- Area Brutia
- Atria Partanna
- Callipo II
- Volley Catania
- Franco Tigano
- Gabbiano Pozzallo
- Letojanni
- Modica
- Next Atlas
- Papiro
- Universal Catania
- Volo International
- W.G. Morgan

## Torneo

### Play-off promozione

#### Primo turno

##### Tabellone
|  | Finale |              |   |   |   |
|  |        |              |   |   |   |
|  | 1A     | Parella      | 3 | 1 | 1 |
|  | 1A     | Parella      | 3 | 1 | 1 |
|  | 1B     | Diavoli Rosa | 2 | 3 | 3 |
|  | 1B     | Diavoli Rosa | 2 | 3 | 3 |

|  | Finale |                   |   |   |  |
|  |        |                   |   |   |  |
|  | 1C     | Porto Viro        | 3 | 3 |  |
|  | 1C     | Porto Viro        | 3 | 3 |  |
|  | 1D     | Stadium Mirandola | 1 | 2 |  |
|  | 1D     | Stadium Mirandola | 1 | 2 |  |

|  | Finale |             |   |   |  |
|  |        |             |   |   |  |
|  | 1E     | Virtus Fano | 3 | 3 |  |
|  | 1E     | Virtus Fano | 3 | 3 |  |
|  | 1F     | Sabaudia    | 0 | 0 |  |
|  | 1F     | Sabaudia    | 0 | 0 |  |

|  | Finale |               |   |   |  |
|  |        |               |   |   |  |
|  | 1G     | GIS Ottaviano | 3 | 3 |  |
|  | 1G     | GIS Ottaviano | 3 | 3 |  |
|  | 1H     | Franco Tigano | 0 | 1 |  |
|  | 1H     | Franco Tigano | 0 | 1 |  |

##### Risultati

###### Finale
| Gara 1 |                                |     |                                   |
|        |                                |     |                                   |
| 11-05  | Diavoli Rosa - Parella         | 2-3 | 23-25, 30-28, 14-25, 25-18, 11-15 |
| 11-05  | Porto Viro - Stadium Mirandola | 3-1 | 25-18, 28-30, 25-19, 25-22        |
| 11-05  | Sabaudia - Virtus Fano         | 0-3 | 18-25, 21-25, 20-25               |
| 11-05  | GIS Ottaviano - Franco Tigano  | 3-0 | 25-23, 25-17, 25-22               |

| Gara 2 |                                |     |                                  |
|        |                                |     |                                  |
| 18-05  | Parella - Diavoli Rosa         | 1-3 | 24-26, 23-25, 25-22, 21-25       |
| 18-05  | Stadium Mirandola - Porto Viro | 2-3 | 25-23, 15-25, 25-22, 20-25, 9-15 |
| 18-05  | Virtus Fano - Sabaudia         | 3-0 | 25-14, 25-23, 25-13              |
| 18-05  | Franco Tigano - GIS Ottaviano  | 1-3 | 25-22, 19-25, 19-25, 17-25       |

| Gara 3 |                        |     |                            |
|        |                        |     |                            |
| 22-05  | Diavoli Rosa - Parella | 3-1 | 26-24, 25-15, 23-25, 25-23 |

#### Secondo turno

##### Tabellone
|  | Semifinali | Semifinali         | Semifinali | Semifinali | Semifinali |  |  | Finale | Finale         | Finale | Finale | Finale |
|  |            |                    |            |            |            |  |  |        |                |        |        |        |
|  |            |                    |            |            |            |  |  | 1A     | Parella        | 3      | 3      |        |
|  |            |                    |            |            |            |  |  | 1A     | Parella        | 3      | 3      |        |
|  | 2A         | Caronno Pertusella | 2          | 2          |            |  |  | 2B     | Scanzorosciate | 2      | 0      |        |
|  | 2A         | Caronno Pertusella | 2          | 2          |            |  |  | 2B     | Scanzorosciate | 2      | 0      |        |
|  | 2B         | Scanzorosciate     | 3          | 3          |            |  |  |        |                |        |        |        |
|  | 2B         | Scanzorosciate     | 3          | 3          |            |  |  |        |                |        |        |        |

|  | Semifinali | Semifinali  | Semifinali | Semifinali | Semifinali |  |  | Finale | Finale            | Finale | Finale | Finale |
|  |            |             |            |            |            |  |  |        |                   |        |        |        |
|  |            |             |            |            |            |  |  | 1D     | Stadium Mirandola | 1      | 0      |        |
|  |            |             |            |            |            |  |  | 1D     | Stadium Mirandola | 1      | 0      |        |
|  | 2C         | Motta       | 3          | 3          |            |  |  | 2C     | Motta             | 3      | 3      |        |
|  | 2C         | Motta       | 3          | 3          |            |  |  | 2C     | Motta             | 3      | 3      |        |
|  | 2D         | Team Volley | 1          | 1          |            |  |  |        |                   |        |        |        |
|  | 2D         | Team Volley | 1          | 1          |            |  |  |        |                   |        |        |        |

|  | Semifinali | Semifinali  | Semifinali | Semifinali | Semifinali |  |  | Finale | Finale      | Finale | Finale | Finale |
|  |            |             |            |            |            |  |  |        |             |        |        |        |
|  |            |             |            |            |            |  |  | 1F     | Sabaudia    | 3      | 3      |        |
|  |            |             |            |            |            |  |  | 1F     | Sabaudia    | 3      | 3      |        |
|  | 2E         | Bari        | 3          | 1          | 1          |  |  | 2F     | Fenice Roma | 2      | 1      |        |
|  | 2E         | Bari        | 3          | 1          | 1          |  |  | 2F     | Fenice Roma | 2      | 1      |        |
|  | 2F         | Fenice Roma | 0          | 3          | 3          |  |  |        |             |        |        |        |
|  | 2F         | Fenice Roma | 0          | 3          | 3          |  |  |        |             |        |        |        |

|  | Semifinali | Semifinali        | Semifinali | Semifinali | Semifinali |  |  | Finale | Finale            | Finale | Finale | Finale |
|  |            |                   |            |            |            |  |  |        |                   |        |        |        |
|  |            |                   |            |            |            |  |  | 1H     | Franco Tigano     | 3      | 3      |        |
|  |            |                   |            |            |            |  |  | 1H     | Franco Tigano     | 3      | 3      |        |
|  | 3          | Frascolla Taranto | 3          | 3          |            |  |  | 2G     | Frascolla Taranto | 2      | 0      |        |
|  | 3          | Frascolla Taranto | 3          | 3          |            |  |  | 2G     | Frascolla Taranto | 2      | 0      |        |
|  | 2H         | Modica            | 1          | 1          |            |  |  |        |                   |        |        |        |
|  | 2H         | Modica            | 1          | 1          |            |  |  |        |                   |        |        |        |

##### Risultati

###### Semifinali
| Gara 1 |                                     |     |                                   |
|        |                                     |     |                                   |
| 11-05  | Scanzorosciate - Caronno Pertusella | 3-2 | 25-20, 17-25, 25-16, 18-25, 15-13 |
| 11-05  | Motta - Team Volley                 | 3-1 | 25-17, 25-21, 20-25, 25-21        |
| 11-05  | Bari - Fenice Roma                  | 3-0 | 25-21, 30-28, 25-23               |
| 11-05  | Modica - Frascolla Taranto          | 1-3 | 18-25, 26-24, 17-25, 21-25        |

| Gara 2 |                                     |     |                                   |
|        |                                     |     |                                   |
| 18-05  | Caronno Pertusella - Scanzorosciate | 2-3 | 27-25, 25-23, 28-30, 16-25, 13-15 |
| 18-05  | Team Volley - Motta                 | 1-3 | 17-25, 25-23, 21-25, 30-32        |
| 18-05  | Fenice Roma - Bari                  | 3-1 | 29-27, 13-25, 25-20, 25-20        |
| 19-05  | Frascolla Taranto - Modica          | 3-1 | 25-14, 24-26, 27-25, 25-15        |

| Gara 3 |                    |     |                            |
|        |                    |     |                            |
| 22-05  | Bari - Fenice Roma | 1-3 | 24-26, 25-21, 24-26, 24-26 |

###### Finale
| Gara 1 |                                   |     |                                   |
|        |                                   |     |                                   |
| 25-05  | Parella - Scanzorosciate          | 3-2 | 25-14, 25-22, 23-25, 19-25, 15-10 |
| 25-05  | Stadium Mirandola - Motta         | 1-3 | 22-25, 27-29, 25-16, 15-25        |
| 25-05  | Sabaudia - Fenice Roma            | 3-2 | 23-25, 27-25, 21-25, 25-23, 15-10 |
| 25-05  | Franco Tigano - Frascolla Taranto | 3-2 | 16-25, 20-25, 25-14, 25-21, 15-13 |

| Gara 2 |                                   |     |                            |
|        |                                   |     |                            |
| 01-06  | Scanzorosciate - Parella          | 0-3 | 19-25, 25-27, 14-25        |
| 01-06  | Motta - Stadium Mirandola         | 3-0 | 25-19, 25-15, 25-11        |
| 01-06  | Fenice Roma - Sabaudia            | 1-3 | 18-25, 28-30, 25-19, 20-25 |
| 02-06  | Frascolla Taranto - Franco Tigano | 0-3 | 20-25, 22-25, 23-25        |

## Verdetti

### Squadre promosse
- Diavoli Rosa
- Franco Tigano
- GIS Ottaviano
- Motta
- Parella
- Porto Viro
- Sabaudia
- Virtus Fano

### Squadre retrocesse
- Aduna Padova
- Callipo II
- Cimitile
- Lucera
- Milano II
- Milano Vittorio Veneto
- Monteluce
- Morciano
- Next Atlas
- Olimpia Sant'Antioco
- PAVIC
- Portogruaro
- Powervolley Milano II
- Pro Patria
- Normanna Aversa
- Saronno
- Scandicci
- SG Roma
- Udine
- Virtus Potenza
- Virtus Roma